# 아리산 삼림 철도
아리산 삼림 철도(중국어 정체자: 阿里山森林鐵路, 병음: Ā lǐ shān sēn lín tiě lù 아리산썬린톄루[*])는 대만 자이시·자이현· 난터우현에 현존하는 숲 철도이다.

## 차량
- 아리산호

## 노선

### 주산 선(祝山線)
| 아리산     | 阿里山   | Alishan     | 아리산 선, 몐웨 선, 선무 선   |
| 자오핑     | 沼平     | Zhaoping    | 아리산 선, 몐웨 선, 수이산 선 |
| 스쯔펀다오 | 十字分道 | Shizifendao | 몐웨 선                       |
| 두이가오웨 | 對高岳   | Duigaoyue   |                               |
| 주산       | 祝山     | Zhushan     |                               |

### 몐웨 선(眠月線)
| 아리산     | 阿里山   | Alishan     | 아리산 선, 주산 선, 선무 선   |
| 자오핑     | 沼平     | Zhaoping    | 아리산 선, 주산 선, 수이산 선 |
| 스쯔펀다오 | 十字分道 | Shizifendao | 주산 선                       |
| 타산       | 塔山     | Tashan      |                               |
| 몐웨       | 眠月     | Mianyue     |                               |
| 스허우     | 石猴     | Shihou      |                               |

### 선무 선(神木線)
| 선무   | 神木   | Shenmu  |                             |
| 아리산 | 阿里山 | Alishan | 아리산 선, 몐웨 선, 주산 선 |

### 수이산 선(水山線)
| 자오핑 | 沼平 | Zhaoping | 아리산 선, 주산 선, 몐웨 선, 선무 선 |
| 수이산 | 水山 | Shuishan |                                      |

## 같이 보기
- 타이완의 철도
- 타이완 철로관리국